# Bennwihr
Bennwihr (Duits: Bennweier) is een gemeente in het Franse departement Haut-Rhin in de regio Grand Est. De gemeente telde 1.335 inwoners op 1 januari 2022.

## Geschiedenis
De gemeente maakte voor 2015 deel uit van het arrondissement Ribeauvillé en kanton Kaysersberg. Op 1 januari van dat jaar fuseerde het arrondissement met het arrondissement Colmar tot het arrondissement Colmar-Ribeauvillé. Toen het kanton op 22 maart 2015 werd opgeheven werden Bennwihr opgenomen in het kanton Sainte-Marie-aux-Mines.

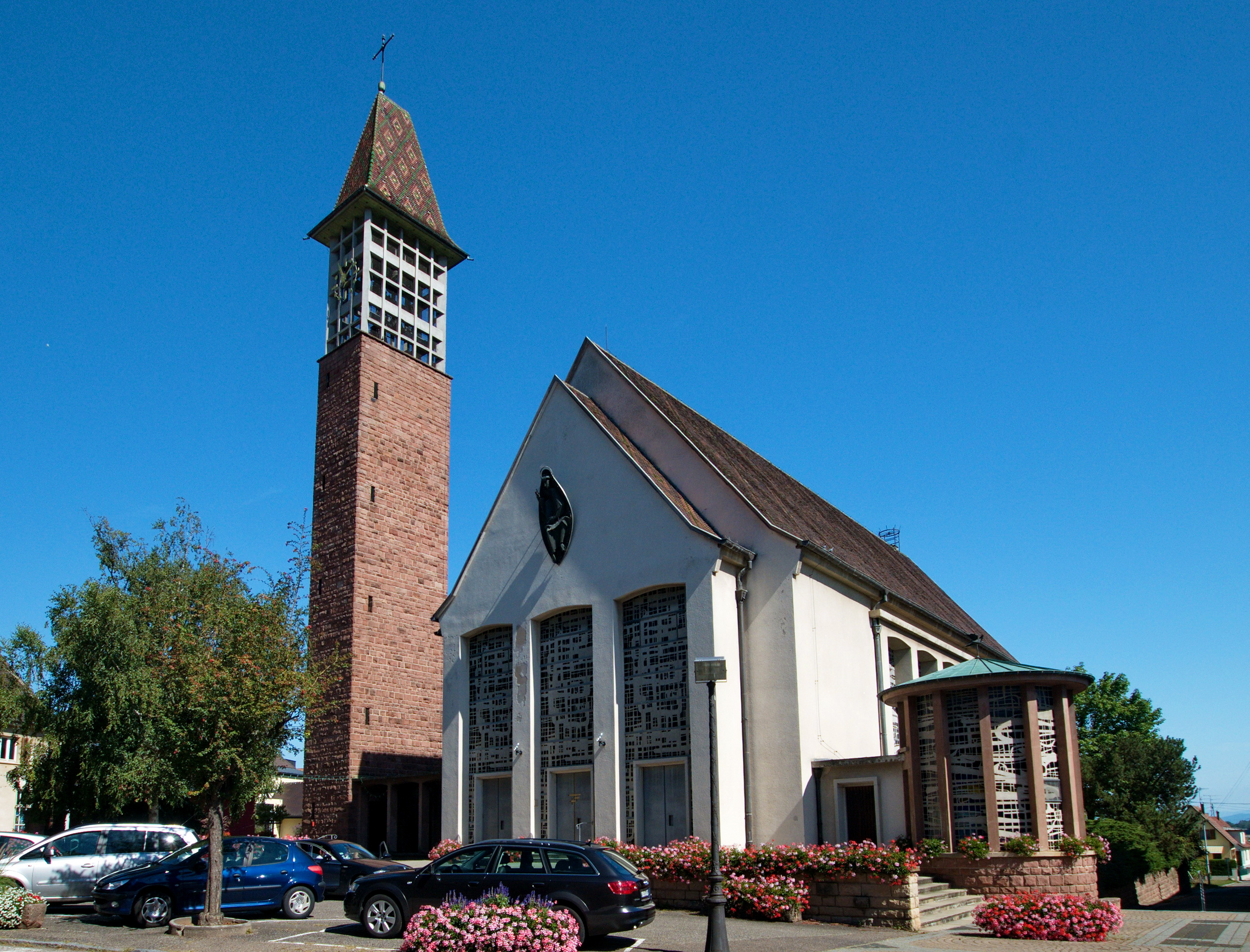
Sint-Petrus-en-Pauluskerk van Bennwihr

## Geografie
De oppervlakte van Bennwihr bedraagt 6,59 vierkante kilometer; Op 1 januari 2022 was de bevolkingsdichtheid 202,6 inwoners per km².

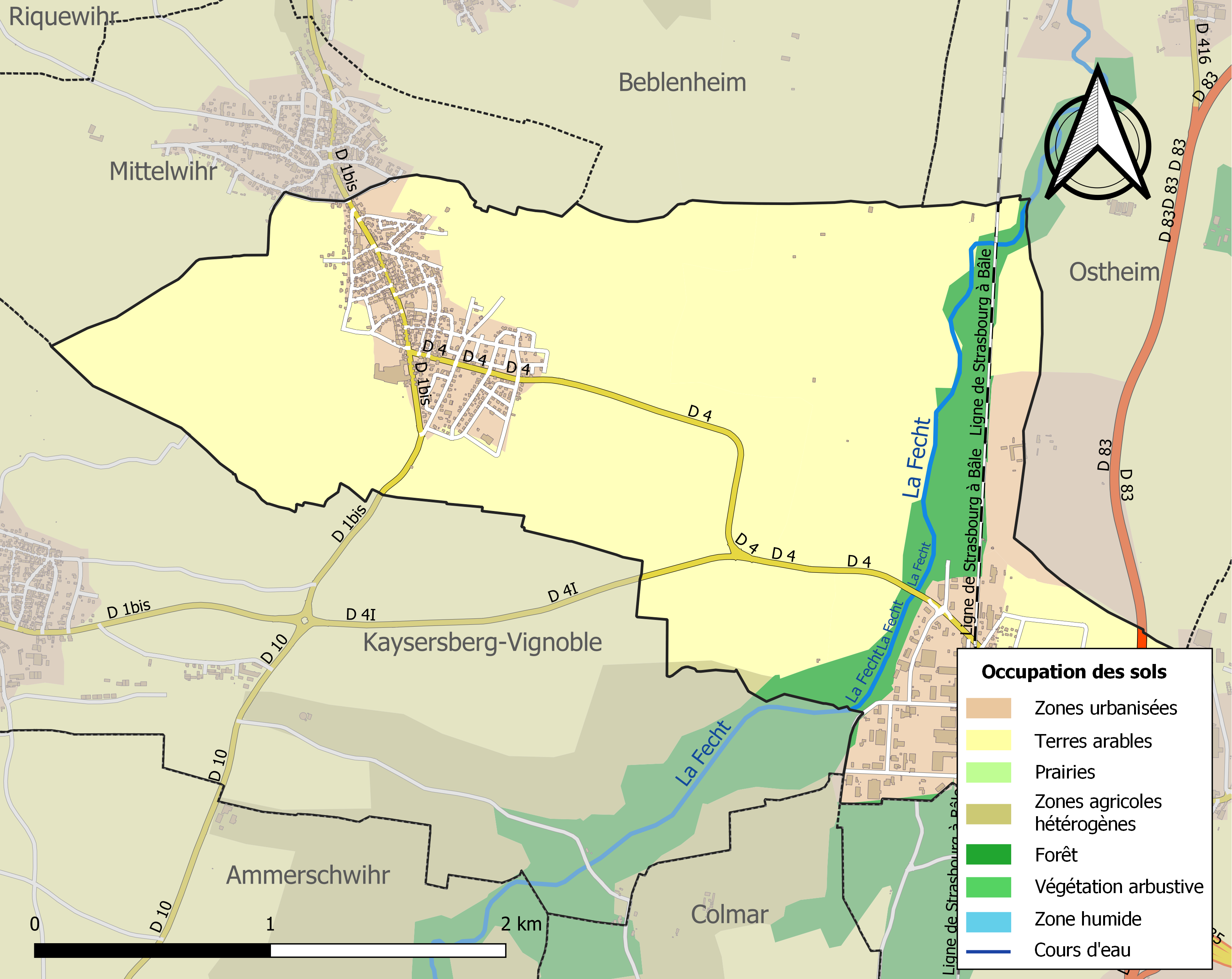
Kaart van de gemeente met de belangrijkste infrastructuur, bodemgebruik en omliggende gemeenten

## Demografie
Onderstaande figuur toont het verloop van het inwonertal.
Ammerschwihr · Aubure · Beblenheim · Bennwihr · Bergheim · Le Bonhomme · Fréland · Guémar · Hunawihr · Illhaeusern · Katzenthal · Kaysersberg Vignoble · Labaroche · Lapoutroie · Lièpvre · Mittelwihr · Orbey · Ostheim · Ribeauvillé · Riquewihr · Rodern · Rombach-le-Franc · Rorschwihr · Saint-Hippolyte · Sainte-Croix-aux-Mines · Sainte-Marie-aux-Mines · Thannenkirch · Zellenberg